# Valerii Fedorovych Zaluzhnyi
Valerii Fedorovych Zaluzhnyi (tiếng Ukraina: Вале́рій Фе́дорович Залу́жний; trong tiếng Anh còn gọi là Valery hoặc Valeriy Zaluzhny, sinh ngày 8 tháng 7 năm 1973) là một sĩ quan quân đội Ukraine, quân hàm đại tướng (bốn sao), nguyên Tổng tư lệnh Lực lượng vũ trang Ukraine kể từ ngày 27 tháng 7 năm 2021 đến ngày 8 tháng 2 năm 2024. Ông cũng đồng thời nguyên là thành viên của Hội đồng An ninh và Quốc phòng Ukraine. Tướng Zaluzhnyi trước đó là Tư lệnh của Bộ chỉ huy tác chiến phía Bắc (2019–2021), Tham mưu trưởng tác chiến liên hợp của Lực lượng vũ trang Ukraine-Phó tư lệnh thứ nhất của Lực lượng liên hợp (2018), Tham mưu trưởng Nhân sự-Phó Tư lệnh thứ nhất của Bộ chỉ huy tác chiến phía Tây (2017), và Chỉ huy của Lữ đoàn cơ giới cận vệ 51 (2009–2012).
Tướng Zaluzhnyi được tạp chí Time vinh danh là một trong 100 người có ảnh hưởng nhất thế giới vào năm 2022. Vị tướng này được ca ngợi về kỹ năng "thích ứng với chiến trường thay đổi nhanh chóng" thông qua việc ủy quyền cho cấp chỉ huy trực tiếp trên chiến trường và cơ chế thu thập thông tin hiệu quả trong chiến dịch quân sự đặc biệt của Nga vào Ukraine. Ông mang quân hàm thiếu tướng từ năm 2017, vào ngày 5 tháng 3 năm 2022, giữa lúc Nga thực hiện chiến dịch quân sự đặc biệt Ukraine, Zaluzhnyi được Tổng thống Zelenskyy thăng quân hàm Đại tướng và được đặt biệt danh là viên tướng Sắt ("Iron General"). Vào tháng 1 năm 2023, ông Zaluzhny nhận được 1 triệu USD tiền thừa kế từ một người Mỹ gốc Ukraine là Gregory Stepanets. Zaluzhny đã tặng luôn 1 triệu đô la này cho Lực lượng Vũ trang Ukraine và các tổ chức phi lợi nhuận nhân đạo ở Ukraine.
Zaluzhnyi được nhiều người đánh giá là một sĩ quan có tư duy cởi mở đại diện cho một thế hệ sĩ quan Ukraine mới, Zaluzhnyi đã hoàn toàn rời xa các thông lệ quân sự lâu đời của truyền thống quân sự Liên Xô. Một trong những bước đầu tiên của ông khi nhậm chức là cho phép quân đội ở mặt trận nổ súng đáp trả kẻ thù mà không cần sự đồng ý của lãnh đạo cấp trên và loại bỏ việc quân đội phải điền vào các tài liệu không cần thiết. Về các ưu tiên của mình với tư cách là Tổng tư lệnh, Zaluzhnyi đã tuyên bố thúc đẩy nhanh quá trình cải cách quân đội theo tiêu chuẩn NATO: "Quá trình cải cách tổng thể Lực lượng Vũ trang Ukraina phù hợp với các nguyên tắc và tiêu chuẩn của NATO vẫn là không thể đảo ngược. Và mấu chốt ở đây là các nguyên tắc khi làm. Những thay đổi phải diễn ra chủ yếu trong thế giới quan và thái độ của mọi người. Tôi muốn các chiến hữu phải đối diện với nhân dân, với cấp dưới. Thái độ của tôi đối với mọi người là không thay đổi trong suốt thời gian tôi tại ngũ."
Ông bị bãi nhiệm khỏi chức Tổng tư lệnh Lực lượng Vũ trang Ukraine ngày 08 tháng 02 năm 2024 vì được cho là có những bất đồng với Tổng thống Zelensky, và được thay thế bởi Thượng tướng Oleksandr Syrskyi. Tuy nhiên, chỉ 1 tháng sau, Tổng thống Zelensky bất ngờ bổ nhiệm ông Zaluzhnyi vào vị trí Đại sứ Ukraine tại Vương quốc Anh, vốn đang bị bỏ trống sau khi Đại sứ Vadym Prystaiko bị Tổng thống Zelensky bãi nhiệm ngày 21 tháng 07 năm 2023.